# Leucochrysa ocampina
Leucochrysa ocampina är en insektsart som först beskrevs av Banks 1941.  Leucochrysa ocampina ingår i släktet Leucochrysa och familjen guldögonsländor. Inga underarter finns listade i Catalogue of Life.